# Андриоли, Лайса
Лайса Андриоли де Оливейра Пейшото (порт. Laísa Andrioli Peixoto de Oliveira; род. 1987) —  профессиональная бразильская футболистка, выступавшая в ряде клубов Бразилии и США, а также за национальную сборную в роли хавбека и нападающей.

## Биография
Родилась 10 марта 1987 года в городе Риу-Гранди-ду-Сул недалеко от Порту-Алегри и начала заниматься футболом в тринадцать лет. Она начала играть в FC Jogos Escolares do Rio Grande do Sul Osorio-Tramandai и молодёжной женской команде «Интернасьонал», хотя на самом деле является фанаткой его принципиального соперника «Гремио». Именно в составе «Интернасьонала» она впервые была вызвана в сборную Бразилии (до 20 лет). Позднее выступала за «Палмейрас», «Сан-Каэтано» и «Сан-Бернарду».
В 2014 году она перебралась в США, подписав контракт с командой iSM.
С 2018 года она выступала в составе FC Austin Elite под номером 11.
Лайса также была кандидатом в депутаты штата Сан-Паулу от Прогрессивной партии.
Андриоли прошла программу Harvard Business School Online, где изучала финансовый учёт и бизнес-аналитику. Лайса также изучала основы тренерской работы онлайн в United Soccer Coaches.
В настоящее время она проживает в Техасе и работает тренером в одной из футбольных академий.

## Цитаты
```
«Футбол — это моя жизнь. Это то, чем я всегда хотела заниматься. Жалко, что здесь, в Бразилии, девушке практически невозможно зарабатывать себе на жизнь исключительно этим. Предрассудки огромны, люди всё ещё думают, что это мужская игра и что только уродливые, похожие на мужчин женщины, могут позволить себе играть»
[
8
]
.
```

## Личная жизнь
Помимо карьеры футболистки известна в модельном бизнесе. После фотосессии в 2008 году в журнале Sexy обрела популярность как модель ню. В 2013 году американский портал Total Pro Sports присудил ей титул «самой красивой попы в спорте». В рейтинге Адриоли опередила Сидни Леру, Марию Шарапову и Арианни Селесте.
Жёлтая пресса подозревала Андриоли в связи с футболистом Денилсоном, но сама девушка опровергла эти слухи.